# العزازمة (قبيلة)

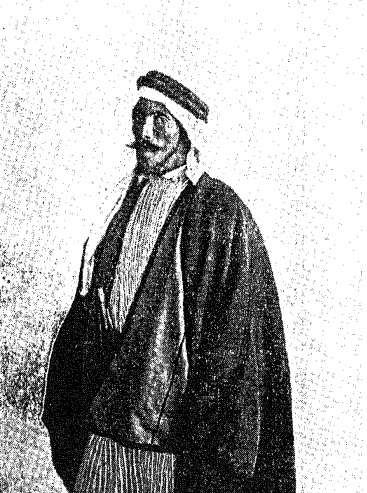
الشيخ عودة بن جخيدم شيخ عشيرة المحمديين العزازمة

العزازمة هي قبيلة بدوية تنتشر في الأرضي الممتدة من مدينة بئر السبع حتى وادي عربة شرقاً وصحراء سيناء غرباً، وخلال القرن 19 حارب العزازمة كحلفاء لقبيلة الترابين في حربهم ضد قبيلة التياها، وفي وقت لاحق دخلوا في نزاع على الأرضي مع الترابين والتي استمرت لعدة سنوات حتى تأسيس مدينة بئر السبع عام 1900 كحاضنة للنقب والتي اشترت السلطات العثمانية 2000 دونم من القبيلة بعد بسط العثمانيين سلطتهم. في أوائل القرن العشرين أنشأت العزازمة قرية الخلصة التي سكنها الأنباط قديماً على الطريق بين غزة والبتراء ، في 3 أيلول ( سبتمبر)، 1950 حدثت مجزرة نفذتها الوحدة 101 في الجيش الإسرائيلي ضد أفراد القبيلة في منطقة العوجا قتل فيها 13 شخصاً 

## الأصل
ذكر عارف العارف أن العزازمة من قضاعة بينما ينسب آخرون العزازمة إلى الشرارات بنو كلب  وتتألف من عشر عشائر رئيسية هي:
1. المحمديين والذي بلغ عددهم 1986 عام 1931.
2. الصبحيين.
3. الصبيحات.
4. الزربة.
5. الفراحين.
6. المسعوديين.
7. العصيات.
8. السواخنة.
9. المريعات.
10. السراحين.[6]

## الأعداد
في عام 1930 بلغ عددهم 10,000 ، مقسمة إلى عشرة أقسام فرعية  ، وفي عام 1946 قُدرت أعدادهم نحو 16770 نسمة  ، ولكن أعداهم قلت في عام 1948 لتبلغ 3,500 نسمة.